# 福田民部少輔 (古河公方家臣)
福田民部少輔（ふくだ みんぶのしょう）は、下総国古河を拠点とした廻船問屋（運輸業者）である。のちに古河公方の家臣となり、古河公方御料所の代官も務めた。福田民部丞とも。子孫の家には、古河公方足利家より与えられた、領国内での通行に際し一部の諸役を免除する内容の過所状が現存し、古河歴史博物館に展示されている。